# Reformierte Kirche Hendschiken

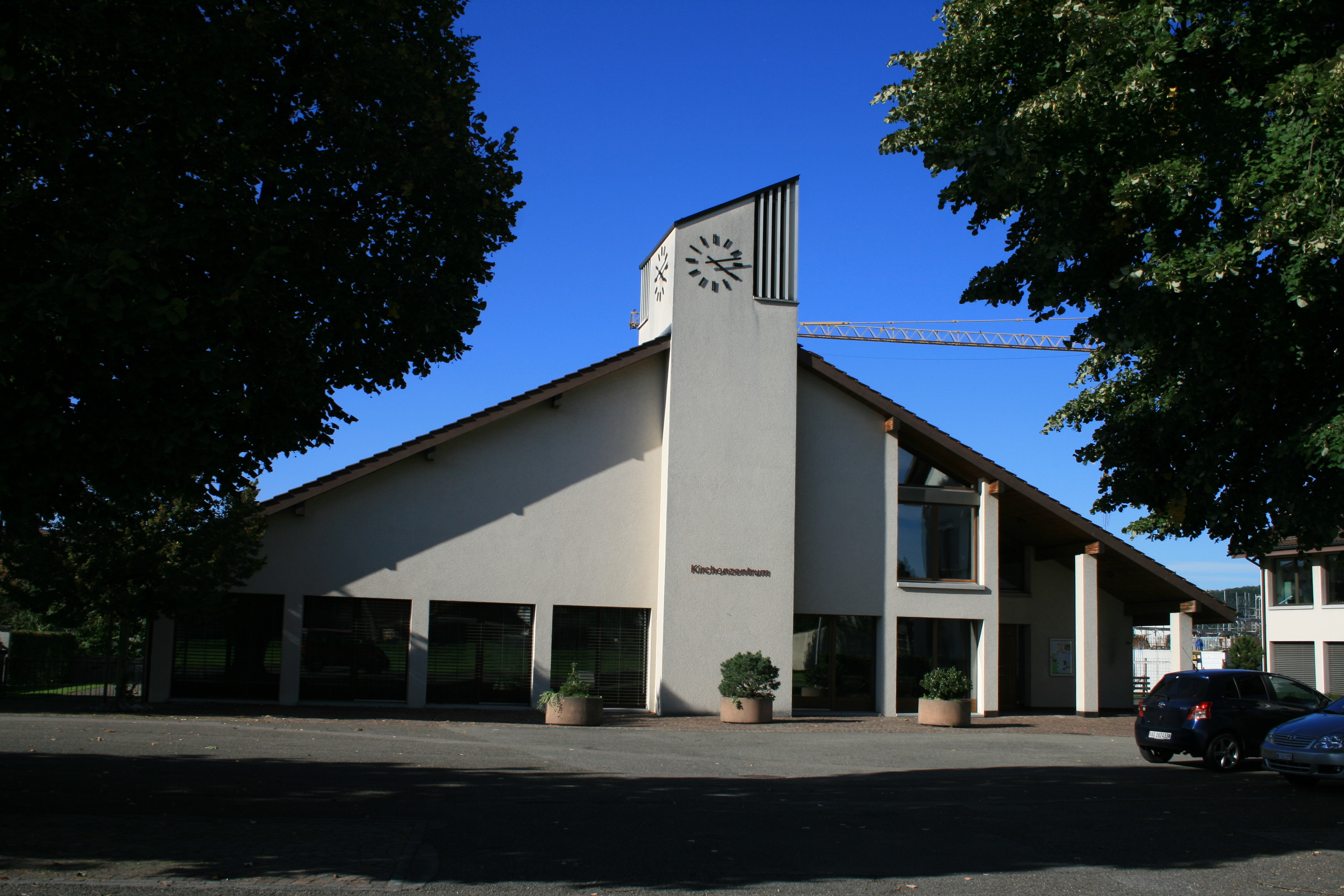
Reformierte Kirche

Die reformierte Kirche Hendschiken ist die reformierte Dorfkirche in der Gemeinde Hendschiken im Schweizer Kanton Aargau. Die Kirche wurde im August 1982 eingeweiht.

## Geschichte
Die Reformierten von Hendschiken gehören traditionell zur Kirchgemeinde Lenzburg, heute Lenzburg-Hendschiken. Seit 1947 wurde der Wunsch nach einer eigenen Kirche laut. In den 1970er Jahren wurden die Pläne dann konkreter und im Jahre 1979 beschloss die Einwohnergemeinde Hendschiken, der Kirchgemeinde das Bauland für einen Kirchenbau zur Verfügung zu stellen. Die Ortsbürgergemeinde stimmte für den Abriss des alten Schulhauses und so wurde Platz für die neue Kirche, ein neues Schulhaus und die Zivilschutzanlage geschaffen. Den Architekturwettbewerb für den Kirchenbau gewann das Architekturbüro Zimmer & Blatter AG aus Lenzburg. Im Mai 1982 wurde ein Rohbaufest gefeiert, bei dem auch die von der Glockengiesserei Rüetschi in Aarau gegossenen Glocken nach Hendschiken gebracht wurden. Im August wurden mit einem grossen Dorf- und Jugendfest das neue Dorfzentrum und die Kirche eingeweiht.
Das Orgelpositiv von der Firma Kuhn wurde 1972 erbaut und verfügt über sechs Register.